# Hierochthonia debonii
Hierochthonia debonii är en fjärilsart som beskrevs av Kruger 1939. Hierochthonia debonii ingår i släktet Hierochthonia och familjen mätare. Inga underarter finns listade i Catalogue of Life.